# Дисенчантмент
„Дисенчантмент“ (на английски: Disenchantment), е американско фентъзи, ситком, анимационно предаване за възрастни. Създадено е от Мат Грьонинг. Това е първата продукция на Грьонинг за Netflix. Преди това е работил над „Семейство Симпсън“ и „Футурама“ за „Туентиът Сенчъри Фокс телевижън“. Двадесет епизода са поръчани от Netflix, като първите десет са пуснати на 17 август 2018 г.
Историята започва при средновековното фентъзи царство „Дриймленд“ (Dreamland).
Трите главни героя са – „Бийн“ (Bean), бунтуваща се принцеса, която е и алкохоличка, нейният наивен елф „Елфо“ (Elfo) и нейният „личен демон“ „Луси“ (Luci).

## Eпизоди

### Сезон 1

#### Част 1

##### 1. Принцеса, Елф и Демона Влязоха В Бар.
Принцеса Тиани „Бийн“ е грапащата принцеса на Драймланд, за нещастие обречена да се ожени за принц Гизберт, син на нашественичния крал и кралица на Бентууд. Преглеждайки сватбените си подаръци, Бийн намира демон на име Луки, който е изпратен от две тъмни картички, надявайки се да превърне Бийн в зло. Люси се превръща в любител на забавата, който съчувства на страданието на Бийн, тъй като смята, че бракът е просто привличане на повече власт от баща си крал Зьог. Междувременно Елфо, оптимистичен елф, разочарован от правенето на бонбони в щастливия си живот, оставя елфското царство много на констернацията на народа си. Елфо пристига навреме, за да свидетелства, че Бийн е отказал Гизберт, който за съжаление се е натопил с меч. Бийн, Елфо и Луки бягат, докато принц Меркимер, в съседство, за да се ожени за Бийн, а хората му преследват нея. Групата е насочена от фея към Уисмайстора, който се оказва, че е Уошмайстор и безнадеждно заобиколен, те падат назад от скала.

##### 2. „За когото свинските мастила“
Бийн, Елфо и Луки са „спасени“ от Меркимер, който ги връща в Драймланд. Елфо е взет от Сорцерио, който иска да използва кръвта си, за да създаде повече магия и за да може Зьог да спечели еликсира на живота. По предложение на Луки, Бийн се приближава към Меркимер с идеята да има ергенско парти преди брака. Тя също така открива плана на Зьог и Сорцерио да изсмучат Елфо от кръвта му, така че да използват кръвта на прасето, за да ги заблудят. На ергенското парти целият екипаж пътува до русалския остров с надеждата, че Меркимер ще бъде убит от русалките. Вместо това той е взет от уолуси, които ги спасяват от убийствени борци, въпреки че се оказват съюзници на Бозакс. Бобът в крайна сметка губи надежда; жаден Меркимер обаче открива „елф кръв“, която е предимно свинска кръв, а Елфо го убеждава да го пие, превръщайки го в прасе. Бийн, изморих се, осъждам брака и Зьог най-накрая се съгласи с дъщеря си. Това разстройва краля на Бентууд и Зьог урежда нещат

##### 3. „Принцесата на мрака“
Докато под влиянието на змийския корен на кралица Оона, Бийн, Елфо и Луки се натъкнаха на банда от мъже, познаващи пола, които убеждават Бийн да се присъедини към тях. При извикването на Луки, Бийн се разделя на почиващото място на предците си и краде ценностите си, но крадците ги предават и ги хващат. По предложение на Одавал, Визие на Зьог, те решават да наемат екзорсист на име Биг Джо, за да махнат демон от Бийн, без да знаят, че Луки, за когото всички мислят, че е котка, е личният демон на Бийн. Големият Джо успява да запечата Луки и да си тръгне. Докато Бийн се чувства чист и в мир със себе си, Елфо я убеждава, че трябва да върнат Луки и да научат, че заедно с още няколко демона ще бъдат хвърлени във вулкан. Бийн и Елфо се връщат при крадците, като вземат ценностите си и успяват да достигнат до Големия Джо, който в крайна сметка помнят и хвърлят във вулкана. Когато успеят да освободят Луки, Елфо случайно кара каретата на Големия Джо да се търкаля по планината, която се разбива и освобождава всички други демони в света.

##### 4. „Касъл Парти Масакър“
Заради статута ѝ на принцеса, както и репутацията ѝ, Бийн е разочарован от факта, че не може да има истинска връзка с никого. Зьог накрая пие отровна вода от фонтан и е отведен от Оона в Спа на народа си, където служител на име Чацц започва да измъчва Зьог с историите си. Междувременно жителите в замъка организират парти. Докато Бийн се опитва да използва това, за да се свърже с някого, Елфо иска да използва възможността да ѝ каже истинските си чувства. Партията изведнъж се прегази от Викингите, където лидерът им Свен набира интереса на Бийн, разгневявайки Елфо. Когато Бийн и Свен се натискат, Елфо ги прекъсва и случайно разкрива, че Бийн е принцесата. Свен тогава разкрива истинското си намерение да поеме Драймланд и да управлява Бийн до себе си. Триото трио трио Свен пиеше отровния фонтан и се отърва от него и викингите му. Те успяха да почистят купона навреме, за да пристигне Зьог, но той намира части от тялото в комина, които го дразнят. Бийн, Елфо и Луки спокойно гледат изгрева на слънцето взаимно.

##### 5. По-бързо, принцесо! Убий! Убий!"
След партито Зьог изпраща Бийн на манастир, за да стане монахиня. Веднага я изритаха и Зьог я обижда, защото е „за нищо“. Среща се с прислужницата си Бънти, съпруга си Стан и многобройните им деца. За да си изкарва прехраната, Бийн решава да приеме работа като чирак на Стан, който е палач и мъчител. Елфо остава с Бънти, който го обича толкова много, че да бяга в гората. Бобът се среща с бодлива вещица на име Гуен, с която тя съчувства. Когато дойде време да я екзекутираме, Бийн не може да се накара да го направи и да напусне кралството. Тя и Луки откриват отпечатъци от крака на Елфо, когато той се натъкна на горите и ги следва, където откриват, че е влязъл в сладкарница, която сега е собственост на канибализъм Хансел и Гретел. Бийн и Луки пристигат навреме, за да спасят Елфо и Бийн, убивайки братя и сестри с бонбон, макар и в самозащита. Гуен изведнъж се излекува от проклятието и си тръгва помилван. Зьог казва на Бийн, че се гордее с нея, въпреки че заплашва да го убие, ако продължава да се подиграва на зъбите си.

##### 6. „Блясък и обстоятелства“
Бийн за пореден път се промъква с Елфо и Лучи за повече разврат. Zøg, чувствайки, че не му дава достатъчно да направи, решава да я направи посланик, докато семейството отива на пътуване до Dankmire, родината на Oona и нейния син Дерек. Когато стигнат там, групата се примирява с обичаите на данкмирийците, които години наред са били във война с мечтателите поради изградения канал (който данкмирийците са били принудени да плащат). И двете страни претендираха за собственост върху канала и боевете спряха, след като Zøg се ожени за Oona. Впечатлена от това как Бийн се справя със ситуацията, Зог я моли да изнесе реч на банкет. Преодоляна от стреса при мисленето какво да каже, Лучи изпива напитката на Бийн и тя се появява пияна на банкета, където унижава себе си и семейството си и обижда данкмирийците, които ги гонят от земята си. Уна се връща безопасно, но Зог и Дерек са пленени от хълмове и Бийн, Елфо и Лучи ги спасяват. Zøg най-накрая признава, че се гордее с Bean и ѝ позволява да отиде при Hay Man, събитие, което първоначално ѝ е забранил да присъства.

##### 7. „Тържествената рампа на любовта“
Докато припадна пиян, Бийн, Елфо и Луки са хванати от патрула на чумата, който ги хвърли в яма. Докато са на път да бъдат изгорени живи, Елфо се опитва да целуне Бийн, но тя го отхвърля. Те успяха да излязат и Елфо твърди, че не се е опитвал да я целуне, защото вече има приятелка, която Елфо твърди, че е висока, има червена коса и едно око. Триото отива към наркоман и докато е в състояние на опияняване, Бийн твърди, че е виждала приятелката на Елфо. Изпраща кралската гвардия да я намери и да върне величието, което по-късно научават, се казва Тес. Тес е разстроена, че е била отнета от дома си, но се съгласява да отиде заедно с шарадата на Елфо, за да може да получи истинско работно око от него. Елфо свършва с кристална топка, а Тес изведнъж вижда истината във всички. Това води до това, че Елфо казва на Бийн истината и пожарът кара мафията да преследва трите и Тес. Използват дрогата, за да превърнат мафията, а Тес си тръгва с Бийн и Елфо най-накрая се целуват, макар и в друго интоксикирано състояние.

##### 8. „Границите на безсмъртието“
По време на парада Елфо е отвлечен от някого и Бийн се приближава към Зьог с молба да го намери. Между другото, Sorcerio намира книга в изгорената къща на Гуен за бонбони и разбира, че тайната на еликсира на живота е свързана с шишенце наречено „Вечността“ и решава да дойде с Бийн и Луки по тяхно искане. Срещат Гуен, който ги води към бившия ѝ съпруг Малфус, който е отнел еликсира на живота, но е станал отшелник в пещера. Той насочва групата към „ръба на света“, където те се натъкват на женска грифин, с мъжки вид, която ги информира за шишенцето. Големият Джо е похитител на Елфо, тъй като може да намери шишенцето и скоро отвлича Бийн и Луки като средство. Те откриват Изгубения град Креморах по средата на пустинята и успяват да намерят шишенцето, докато Големия Джо и помощникът му Порки са разсеяни от рицар. Триото избяга, като погреба Големия Джо в града, докато се пълни с пясък. Междувременно, картичките, които изпратиха Луки, кръстиха Енчар и Клод, поздравяват Бийн, докато се готвят за падането на Драймланд.

##### 9. „За Да Бъде Истински Самият Елф“
Триото се завръща от приключението си с медальона и се опитва да използва кръвта на Елфо, за да върне хората към живота. Все пак висулката все още не работи. Един експерт е доведен и разкрива, че Елфо не е истински елф, който го е изритал от Драймланд. Одавал позволява на Бийн и Луки да отидат и да намерят Елфо, за да могат той и рицарите да последват. Бийн и Луки намират Елфо, който решава да ги заведе в Елфууд, където се събира с роднините си. Докато Бийн и Луки се смесят с елфите, Елфо се учи от баща си, че е полуелф, с другата си половина загадка, поради това, че е бил прекъснат от пристигането на хората на Зьог. Бийн, Елфо, Луки и елфите се бият срещу рицарите и запечатват Елфууд, преди останалите части да пристигнат, но победата е кратка, когато стрелата посмърта Елфо. Зьог разкрива, че не е искал еликсир за себе си, а за да съживи майката на Бийн, Дагмар, която е била превърната в камък с отрова, предназначена за него, но е била сменена от млад Бийн. След като е получила малко истинска елфова кръв по кърпичката си, след като се е опитвала да помогне на елф в Елфууд, Бийн е решила да използва медальона върху Дагмар над Елфо.

##### 10. „Дриймлендски водопад“
Дагмар се завръща в кралството, докато всички се радват, включително екстаз Зьог. Уона незабавно се опитва да се отклони от Дагмар и отново заема позицията си. Цялото кралство има погребение за Елфо. Дагмар и Оона обаче се скарат, което води до падането на трупа на Елфо в океана. Оона бяга и сключва сделка с Одвал, докато Зьог държи Дерек „в безопасност“ в кулата. Дагмар се опитва да прекара деня с Бийн, твърдейки, че има съдба да изпълни. Зьог разкрива повече за себе си пред Луки, като например как е станал крал, когато предишният крал, по-големият брат на Зьог Йьог е бил отровен. Луки използва кристалната топка, която Тес върна, за да види нещата, които се случиха в миналото. Жителите на кралството един по един се обръщат към камъка, а Дагмар отвежда Бийн в тайна библиотека, докато Луки разкрива на Зьог, че Дагмар се опитва да го отрови през всичките тези години. Дагмар освобождава повече от отровата върху всички Дриамланд, превръщайки всички в камък, с изключение на Зьог и Дерек. Луки е заловен от невидима фигура, не знаем кой е (само, че е някой от екипа на Дагмар), но не е самият Дагмар, защото в същото време Дагмар с Биан бяга на кораб с същества. В следдипломна сцена, трупът на Елфо се промива на брега и се извлича от мистериозни фигури.

#### Част 2

##### 1. „Дисенчаракът“
Зьог обелва това, което е останало от Дриамланд. Оона се качва на лодката на Дагмар, за да предупреди Бийн, но е недееспособен от Дагмар. Тя е изритана, но сграбчва вечността на Дагмар и почива на дъното на морето, завързан за котва. Бийн и Дагмар пристигат в Мару, където са „Енчартистите“ (Беки) и „Клод“. Те всъщност са братя и сестри на Дагмар с Джери, слугата им, като по-малък брат. Дагмар казва на Бийн, че Зьог не е искал тя да дойде, защото семейството им има история на убийство и лудост. нещо, което Бийн смята, че може да е вярно за нея. Тя бавно става подозрителна към Беки и Клод и с помощта на Джери открива зловещ заговор. Тя се ужасява да открие, че Дагмар е този, който е превърнал кралството в камък и че е родена, единствено за да изпълни сатаничното пророчество. Бийн намира Луки в мазето, където Дагмар, Клод и Беки ги преследват. Бийн случайно взривява мазето, докато тя и Луки бягат. Чрез шпиониращ пламък откриват, че Елфо е в Рая и му казват буквално да отиде в Ада, за да може да се срещне с него. Луки отваря стълбище към Ада и Дагмар пристига за борба с Бийн, преди да бъде изритана от Джери, който бавно умира от по-ранна травма. Бийн и Луки започват своето снижение.

##### 2. „Стълбище към Ада“
Зьог се среща с Меркимер, все още в прасе, и те решават да се мотаят. Бозакс пристига, и докато плячкосваше замъка, отвличаше Меркимер. Зьог възстановява смелостта си и силата си, за да убие Бозакс. Междувременно Елфо е в Рая, когато получава посланието на Бийн и Луки. Опитва се да гневи Бог, но Бог намира обидите си по-скоро забавни, отколкото обидни. След обида на Джери, който се озова в Рая, Бог гневно изпраща Елфо в Ада. Бийн и Луки пристигат в Ада и откриват, че Елфо също го е направил, но са изпратени някъде, за да бъдат измъчвани. Докато търсят архивите, те са изправени пред Асмодиум, началникът на Луки. Луки разкрива, че е излъгал Бийн и Елфо да дойдат в Ада, и Азмоум го награди с повишение. Бийн и Елфо се измъчват заедно, гледайки как Бийн е избрал да съживи майка си, вместо Елфо. Елфо е разгневен и сърцераздирателно, че Бийн е избрала майка си, докато Бийн му казва, че това е най-лошата грешка в живота ѝ. Докато се обиждат един друг и Луки, Луки идва да ги извади, тъй като му трябват крилата от повишението си, за да избяга от Ада. Триото се сблъсква с Асмодиум, а Луки отново продава приятелите си. Асмодиум превръща Луки в демон от по-високо ниво и Луки използва силите си, за да спаси приятелите си, въпреки Асмодиум, предупреждавайки го, че ще загуби безсмъртието си. Тримата приятели бягат от ада през вулкан и Луки губи крилата си. Веднага откриват тялото на Елфо, а Бийн връща душата си, за да го съживи. Трите приятели се прегърнаха щастливо, докато Бог и Джери гледат от Рая.

##### 3. „Най-важното“
Бийн, Елфо и Луси осъзнават, че са на остров русалки. След като прекарах нощта, както и на спа терапия, трите заминаха на кораб, останал на острова. Те се отправят към мястото, където Елфо е все още разстроен, защото е оставен мъртъв в полза на Дагмар, но междувременно той отблъсква тези чувства настрана. Най-накрая пристигат в Дриймланд, където Зьог, вярвайки, че Бийн го е предал, започва да хвърля камъни по тях, въпреки че успяват да се качат на сушата. Уна е спасена от пирати, които не правят нищо, като капитана им е безинтересен. Тя ги призовава да атакуват близък кораб и научава, че капитанът е елф на име Ливо. Бийн най-накрая успя да стигне до Зьог и Уна и пиратите пристигат с искане на съкровище. В замяна ще им дадат медальона. Зьог изпраща Елфо в тъмницата с Ливо да го нокаутира, но Ливо открива нещо, което го заинтригува и Елфо разкрива плана на Зьог. Ливо решава да им помогне така или иначе и събира останалите елфи, за да използват кръвта си, за да съживи гражданите на Дриймланд. Зьог и Уна решиха да се разведат и Дерек, който е бил заклещен в кула през цялото време, го приема добре. Уна реши да бъде новият капитан на пиратите и напуска Дриймланд и Зьог при добри условия.

##### 4. „Самотното сърце е ловец“
Бийн продължава да сънува, че Дагмар я посещава и свири музикална кутия, която седи на рафта си. Разгневявайки я, тя се опитва да търси улики и намира маруански символи разпръснати из целия замък. Тя се озова в пещера, но след като чу музикалната кутия, избяга уплашен и се пречупва и хвърля собствената си кутия. Елфите се преместиха в собствената си част на Драймланд, където Елфо се обединява с Киси. Тя се захваща с Луки, много за героя на Елфо и прекарва цялото време опитвайки се да убеди Луки, че на Киси не му пука за него. В крайна сметка, тя се разделя с Луки, след като осъзна, че се обича повече от него и многобройните други срещи, които е имала. Зьог е тъжен заради любовния си живот и решава да отиде на лов, където среща Урсула, селки, които се превръщат от мечка в човек. Той я удря с нея заради дивата ѝ природа. Въпреки неодобрението на Одавал, Зьог я посреща в Драмланд и прекарват един ден заедно и правят секс. Когато Урсула иска да се върне в гората, Зьог си държи мечето, но вижда колко нещастна е и го връща, въпреки че му благодари и се сбогува. По-късно през нощта, Бийн спи, но се събужда в нова музикална кутия.

##### 5. „Нашите тела, нашите елфи“
В Деня на Уош елфите в Дриймланд се разболяват след поглъщането на мръсната вода. Те провеждат среща, където дядо, бащата на Елфо, им казва за Легенбери дървото, което може да излекува всяка болест, но е в притежание на чудовищата. Те имат доброволец под формата на „Красивия“ Уейд Броуди младши и Елфо и Бийн при него, докато Луси остане да „медицинска сестра“ елфите. Докато пътуваше през джунглата, Елфо научи, че Уейд е измамник и краде високи приказки от книга. Той ги изоставя, когато ги нападнат от лозя. Елфо и Бийн намират селото на чудовищата, но ги заловят и откриват, че Уейд е бил убит. Елфо успява да премахне многобройни чудовища и да спаси Бийн. Когато намерят дървото, кралицата на чудовищата пристига и тайно им помага да съберат плодовете и им дава таен път да избягат. Когато си тръгват, кралицата размишлява върху името на Елфо. Елфо и Бийн се върнаха и използват плодовете, за да излекуват всички елфи, с дядо разкривайки, че е откраднал парите за колежа на Елфо.

##### 6. „Дриймлендската работа“
След като е бил парафиран из града в срамна цев, Бийн гневно се е обидил Зьог и шефа му, особено когато е започнал да преувеличава елфите. Докато я слушах, елф на име Грифто предлага услугите си да открадне от него. Притежаващи цирк, те планират да откраднат от сейфа на Зьог и да върнат златото на елфите. Междувременно Луси поема контрола над бара, в който често се намира и го преименува на Ада на Луси. Бийн убеди Зьог да им направи цирка на елфите и да го направи, позволява на Елфо и другите да се промъкнат и да откраднат златото. По време на изпълнението Зьог признава, че е сгрешил да натопи елфите и да върне парите. Когато Бийн отиде да каже на Грифто, той и неговият цирк предадоха нея и Елфо, като разкрият, че всъщност са тролове, крадат за себе си. Бийн и Елфо преследват троловете, но е твърде късно. За щастие, Луси е разбрала плана им и е сменила златото с шоколадови монети. Докато Бийн, Елфо и Лучи върнат златото, Зьог се къпе в елфите го хвали.

##### 7. „Обичта на сламката“
Още една нощ на скука води Зьог да покани приятеля си, херцога, на вечеря. За да се измъкне от косата си, Бийн, Елфо и Луки се насочват към бара. Дерек ги следва, когато е самотен, но Бийн му казва да си тръгне, както не обича да го има наоколо. Бийн винаги е имал враждебност към полубрат си, защото е наследник на Зьог и го смята за загубеняк. Дерек тържествено се отправя към плажа, където намира малък очен октопод, който казва Слами. Зьог научава, че херцога е излязъл. Твърди, че когато кралят излезе, това означава, че са успешни. Зьог го храни с много нездравословни неща, за да получи болестта, което води до ново посещение от херцога, което показва, че е ампутирал крака си. След четири дни на грижи Слими порасна по големина и започна да убива хора, след като видя Дерек да си играе с Елфо. Той отвлича Дерек и Бийн и Елфо се състезават да го спасят. Те успяха да защитят Дерек и да избягат от чудовищния остров. След това Дерек е изумена, че Бийн го е спасила, въпреки че каза, че го мрази.

##### 8. „В Нейно Писмо“
Боб продължава да сънува кошмари за Дагмар. Тя научава, че причината кралството да се нарича „Дриймланд“, защото замъкът съдържа мистериозни сили, които влияят на сънищата и кошмарите ти и че трябва да ги преодолее. Боб излиза през нощта и се натъква на „Треперене“, кафене. Мири, служител, убеди Бийн да напише чувствата си. С подкрепата на Луси Бийн започва да пише, но получава вдъхновение от Меркимер и Елфо, за да го направят пиеса. След като го завърши, тя е шокирана да научи, че жените не могат да играят в пиеси. Меркимер сам продава сценария, но взима заслуги като автор. Той плаща на Бийн, но тя все още е разстроена заради заслугата. Одвал и друидите информират Зьог за пиесата и той решава да я види. Бийн спира до нервността и реши да даде реч на думата си за живота си. Зьог не харесва пиесата и си тръгва от гняв, но спира до кафенето, за да слуша Бийн. И двамата се примиряват с предателството на Дагмар и с главата си заедно.

##### 9. „Електрическата принцеса“
Докато в Елф Али се появява дракон и започва да подпалва града. Бийн и рицарите се състезават след това, с първия, стрелящ със стрела. Драконът се оказва гигантски механизиран въздушен кораб, прелетян от човек на име Скайбърт Гъндърсън. Скайберт е заловен и, поради суеверията на кралството, вярва, че той е мошеник и го затваря. Любопитно е, че Бийн влиза в затвора и му помага да направи радио, за да се свърже със съюзниците си. Те бягат в подводницата му и се връщат обратно в Щайланд, дома му. При достигането до дома си, Скайбърт казва на Бийн да остане, но тя напуска и изследва Стаймланд и многото му странности. Тя пристига на работното място на Скайбърт и открива, че той и колегите му планират да свалят Зьог. Бийн излиза в една от небесните коли и се бори с „Скайбърт“; Изчука го и си взема чантата. Тя се връща в Драймланд, където казва на Зьог за заговора, но докато спори за „драконов свирка“, всъщност пистолет, той отива и стреля Зьог. Докато пада, Бийн се втурва на страната си и плаче над тялото си.

##### 10. „Тиани Фолс“
Докато Zøg е отведен, за да бъде лекуван лошо, Odval и Druidess възлагат вината за своето „убийство“ върху Bean. Дерек е коронясан за крал, но Одвал е действащ регент. Докато всички се опитват да накарат Бийн да признае, че е вещица, Одвал прави своя ход, за да завладее кралството. Дерек отива при болен Зог за съвет, който му казва да изслуша червата му. По време на процеса Лучи действа като адвокат на Бийн и свидетелите посочват, че Бийн ги е засегнал. Елфо се опитва да обясни как Бийн е отишъл в Ада, за да го спаси, но лошото му обяснение допълнително подтиква всички да повярват, че тя е вещица. Дерек се опитва да вземе решение по-късно. Стан Палачът освобождава Бийн, Елфо и Лучи от затвора и тримата отиват да видят Зог, за да извадят куршума. Те са заловени и настроени да бъдат изгорени на кладата. Дерек не може да се накара да го направи, така че Одвал го прави. Докато Лучи обяснява, че е загубил безсмъртието си, те падат през земята и попадат в катакомба. Те са открити от подземенци, наречени Trøgs, и Дагмар, която все още има музикалната кутия, докато поздравява Бийн и нейните приятели.

### Сезон 2

#### Част 1

##### 1. „Подземни Хомезик Блус“
Дагмар приветства Бийн, Елфо и Лучи в дома на Трога. Докато Бийн иска да напусне, сложните тунели ѝ пречат и тя неохотно реши да остане. Тя се чуди какво прави майка ѝ, а Елфо започва връзка с Трьог на име Трикси. Зьог започва да се възстановява от нараняванията си, но Одвал и Арч Друидите информират Пендергаст да го убие, ако го направи, въпреки неохотата му. Злодеите искат да използват Дерек, за да прилагат собствените си закони, но по предложение на Меркимер, той решава да създаде свои собствени правила, много за тяхното консервиране. С тунелите Елфо може да се промъкне в замъка и да информира Зьог, че Бийн е жив. Бийн научи, че баща ѝ все още живее и щастливо прегърна Дагмар. По-късно същата нощ Бийн продължава да претърсва пещерите и открива, че Дагмар е пирувал с мозъците на Троя, докато са живи. Зог планира с Пендергаст да прати тялото му в ковчег. Но Арч Друидите откриват, убиват Пендергаст и погребва Зьог жив.

##### 2. Ти си Бийн.
След като тайната на Дагмар е разкрита, Бийн, Елфо и Лучи се озовават в подземие, където срещат пирата Леаво, сега като затворник. След бягството на триото с помощта на Трикси се измисля план, който да се възползва от приликата на Бийн с майка си. Тя се облича в дрехите на Дагмар и се опитва да спечели помощта на Трога, докато Елфо разсейва Дагмар като масажистка. Но хитростта е открита, въпреки че Бийн е в състояние да убеди трогите, че Дагмар е измамникът. В същото време Zøg напразно се опитва да избяга от ковчега си, преди да бъде заловен от група трогове за грабежи и да избяга в пещерите, откривайки Бийн и останалите. За съжаление, Бийн я издухва, като го прегръща и скоро те се опитват да избягат отново от Дагмар. По този начин те създават светлинен символ, който ги маркира като „спасителите“, а Бийн нарежда на троговете да изхвърлят Дагмар навън, макар че тя успява да избяга, а останалите напускат пещерите. Междувременно на повърхността морж е поставен като примамка за Zøg и Дерек решава да измисли свои собствени укази срещу желанията на Odval и архидруидесата. Докато се крие в стаята си, Дерек намира книга с тайна история на кралете на Страната на мечтите, но с последните няколко изкъсани страници и е намерена от Одвал. По-късно същата нощ Одвал и архидруидесата наблюдават как Бийн и компания се изкачват от пещерите.

##### 3. „Бини, вземи си пистолета“
Дерек посреща Бийн и Зьог обратно в Драймланд. Той помилва Бийн и се отказва от короната на Зьог. Тератичното поведение на Zøg предизвиква известна загриженост и Bean се опитва да разследва своята кауза. Междувременно Дерек се заключва от замъка и се опитва да се сприятели. В крайна сметка се възползва от неговата приложимост, докато не срещне феята Сагата. Сагата и приятелите ѝ от феята учат на Дерек мъдрост и улични умове, след което Дерек предлага на Сагата. Бобът намира тялото на Пендергаст в собственото си шкафче. Имаше изстрел през бронята му, което подтикна Бийн да влезе в бронята, след което извади куршум. Бийн претърсва замъка за пистолета с помощта на кристалната топка и г-ца Муонпенс. Тя крие пистолета в стаята си, след като го е разположила в глобуса на Одвал. Дерек се връща в Драймланд, а сватбата се задържа за него и Сагата, след като получи благословията на Зьог. По време на церемонията, един остър Дерек забелязва оръжието скрито в ръкава на „Арчи друидис“ и спира сватбата. Арч Друидесата избяга на мотор, но тя остави пътна карта на Стайнланд.

##### 4. „Поверително за парамланд“
Бийн и Елфо преследват „Арч друидс“, докато Лучи остава със Зьог (който има психическа криза) в Драймланд. Когато пристигнат в Стайнланд Бийн проникват във фабриката Гъндърсън, за да намерят „Арч друидис“, и Елфо е завзет в голям проучвателен клуб, който впечатлява всички за миналите му приказки, когато странен човек забележи щипка на дрехите, които е откраднал. Във фабриката Бийн се среща с човек на име Горди, докато работи там. Накрая осъзнава, че Горди всъщност е Алва Гъндърсън основател на компанията, и иска да сключи сделка заради някаква магия, която е силна и в Драмланд. Той е този, който е изпратил брат си Скайберт в Драймланд във втора част и е наел „Арч друидис“ да примами Бийн в Стайнланд, въпреки че отрича да знае за убийството на Арч Друидис и я е отвел, но не и преди да предупреди Бийн да не се доверява на Алва. В престижния клуб другите патрони са впечатлени от Елфо, докато мъж, който притежава изродно шоу, не дойде и не вземе Елфо за колекцията си.

##### 5. „Отвратително!“
Бийн се събужда на следващата сутрин и получава поща от Алва и тя се отваря, за да разкрие изображение на двамата, които се целуват на мост. Тя бяга и той прави всичко възможно, за да я върне. След това тя се опитва да намери Елфо, който е заловен на изроденото шоу и се влюбва в съседа си, екстрасенс без глава на име Едит. В крайна сметка Бийн намира Елфо и изхвърля всички останали. Когато Елфо отива да освободи Едит, собственикът се появява и започва да го удушава, но е нокаут от Едит, която всъщност има тяло. Тя казва на Елфо, че не могат да бъдат заедно, тъй като проклятие, поставено върху нея, кара всеки, който се влюби в нея, да срещне ужасна съдба. На кея има тонове роботи, които завиват Бийн и Елфо и Бийн им крещи, че тя няма магия и в този момент мълния изстрелва от пръстите ѝ и изважда цялото място. Zøg продължава да се държи по-лудо.

##### 6. „Последно прищипване“
Елфо и Бийн са на път да избягат, но Елфо напомня на Бийн за един траен член на изродското шоу: Мора. Те я спасяват от резервоара ѝ и едва избягват на параход с помощта на Мора. По пътя Елфо започва странна връзка с парахода, докато Бийн се отваря за чувствата си към други хора с Мора, русалката, когато те се приближават един към друг. Те катастрофират на остров Русалка, където Мора представя Бийн на семейството си и те имат романтична вечер заедно. На следващия ден Бийн се събужда и тъй като не намира огърлицата на Мора на врата си, вярва, че всичко, което се е случило предния ден, е било сън, и разхожда плажа с Елфо. Последният кадър от епизода показва огърлицата, измита на брега, потвърждавайки, че опитът с Мора е истински.

##### 7. „Изгряваща лоша луна“
Бийн се завръща в страната на мечтите, обезсърчена от времето си с Мора, все още вярвайки, че това е халюцинация, но го гледа с любов. Уна, която се завърна в страната на мечтите, за да присъства на сватбата на Дерек, я утешава и тайно ѝ вярва, че срещата с русалката е била истинска. По-късно тя чува как Одвал и останалите членове на кралския съвет заговорничат срещу Зог, както направиха с брат му Йог, така че тя разказва на Оона за последните си открития (който е опустошен, тъй като Йог е любовта на живота ѝ) и двамата се обединяват в опит да подкопаят схемата им, като същевременно каза на Лучи и Елфо да съберат армия за защита на кралството. Лучи и Елфо тренират почти некомпетентните жители на града, за да станат добре обучени войници, но армията се разпръсква, след като вижда Елфо да изпълнява ритуал с Трикси и трогите при пълнолуние, в който те пляскат голите дупета по него. Планът на Oona и Bean се връща и те се разкриват като кои са в действителност и когато Zøg слезе в мазето, той ги вижда гол и шпиониращ Odval и по-нататък се спуска в низходяща спирала, каквато беше плана на съвета през цялото време.

##### 8. „Хей, Свиня Спендър“
Принц Меркимер започва да се чувства депресиран, откакто тялото и тялото на прасето са били разменени в началото на сезон първи. Междувременно, ужасяващо чудовище, покрито с листа и кал, започва да тероризира бедните селяни в покрайнините на Дриймленд. Боб пристига да разследва и открива, че това е тялото на Меркимер, с мозъка на прасе. Преструват се, че Меркимер говори за това и го връщат на родителите си в Бентууд, надявайки се да спечелят пари и оръжия. Но Меркимер реши да се реваншира като принц, но е тъжно да научи, че никой, дори родителите му не го е грижа за него. Човекът Меркимер разкрива, че е развил интелект и е превзел Бентууд и се опитва да удави Бийн, Луси и Елфо с пари, след като Прасето Меркимер се присъедини към него. Свинята Меркимер се чувства зле и ги спасява, убива човешки Меркимер, и четиримата се връщат в Дриймланд с парите, които Елфо е погълнал и стрели стрелят по тях.

##### 9. „Лудостта на крал Зьог“
Зьог е заключен в лудницата на замъка и започва да говори глупости. Бийн убеждава Одвал да я остави да говори с баща си и тя може да се свърже с него, но по-късно, след посещение от призрака на Дагмар, той избяга и избяга от града, объркан. Бобът следва след него и в крайна сметка го намира да се скита в магазин, където купува вентрилоквист манекен. Той започва да говори на пръчки и обиди през манекена, и само Бийн може наистина да разбере какво казва. Когато облак от зелен дим може да бъде видян да разчиства близкия планински район, кралството започва да се притеснява. Бийн говори със Зьог за съвет и я подготвя за предстоящата атака. Състоянието на Зьог обаче все още се влошава. Елфо признава, че си мисли, че Бийн си представя, че това, което казва манекенът, всъщност са улики и че Бийн управлява кралството сама. След като говори със Зьог за последен път, Бийн осъзнава, че дори знае колко лошо е получил невменяемостта си и иска да бъде изпратен, за да може да се оправи. Бийн го праща на неизвестно място с Чацц.

##### 10. „Бийн пада“
Принцеса Бийн е коронясана кралица, след като Зьог се счита за негоден за крал и е отнет за лечение с Чащц. Мистериозният зелен дим достига замъка и се оказва Големия Джо и неговият по-малко познат асистент, Порки, който иска да се приспособи за това, което са направили на Бийн, Елфо и Луки. Бийн е недоверчив към екзорсиста, въпреки че твърди, че се е променил, и го заключва в тъмница, до голяма степен към дразненето на Одавал, който иска да работи с Големия Джо. Скоро след това идва веселбата, която иска Елфо, който заслепи принца си, но против волята на всички останали, тя не им позволява да имат Елфо и вместо това да ги предпазва от изхвърлянето на всичкия алкохол в кралството върху тях. Бийн, Елфо и Луки осъзнават, че целият род от огри е прекалено голям, за да се справят сами и да се крият в тайната библиотека. Елфо, осъзнавайки, че огрите скоро ще дойдат и ще го убият (и останалата част от кралството и Бийн, също), се жертва – много на ужаса на Бийн – на веждите, които го отнемат, вместо да го убият. Дагмар пристига в таен асансьор, който се свързва с тайната библиотека, Луки се опитва да я спаси, но е обезглавен от вратите на асансьора и умира. Дагмар отвежда Бийн в Ада, за да се ожени за мистериозен мъж, който прилича на Алва. Луки се събужда, за да се озове в рая с Джери и Бог, много за своето недоволство.